# Gordon Battelle
Gordon Battelle (* 10. August 1883; † 21. September 1923) war ein amerikanischer Wirtschaftsführer mit visionärem Forschungsinteresse. Er war in der Metallindustrie engagiert und u. a. Direktor eines großen amerikanischen Walzwerkes in Middletown (Ohio), der Island Steel Co. of Chicago und der Eastern Hocking Coal Co.
Battelle starb bereits im Alter von 40 Jahren während einer Blinddarmoperation und vermachte den Großteil seines Vermögens, etwa 1,6 Millionen Dollar, dem zu gründenden Battelle Memorial Institute. 
Nach seinem Tod wurde am 3. Oktober 1929 das Battelle Memorial Institute in Columbus, Ohio gegründet mit der Zielsetzung, seine Forschungsideen künftigen Generationen zu erschließen. Battelle ist heute eine große Forschungseinrichtung, die sich auf die Auftragsvergabe und die Verwaltung amerikanischer Forschungslabors spezialisiert hat.
| Personendaten    | Personendaten              |
| ---------------- | -------------------------- |
| NAME             | Battelle, Gordon           |
| KURZBESCHREIBUNG | amerikanischer Unternehmer |
| GEBURTSDATUM     | 10. August 1883            |
| STERBEDATUM      | 21. September 1923         |